# Erdene (distrikt i Mongoliet, Dornogobi)
Erdene (mongoliska: Эрдэнэ Сум, Эрдэнэ) är ett distrikt i Mongoliet.   Det ligger i provinsen Dornogobi, i den östra delen av landet, 500 km sydost om huvudstaden Ulaanbaatar.